# 陈木森
陈木森（1920年4月—？），男，台湾嘉义人，中华人民共和国政治人物，医生，台湾民主自治同盟中央委员会原常务委员，第四、五、六届全国人大代表，第七、八届全国政协委员。曾任北京积水潭医院主任医师、教授，著有《易懂中医学》、《食物治病科学常识》等书。